# ガスプロムネフチ

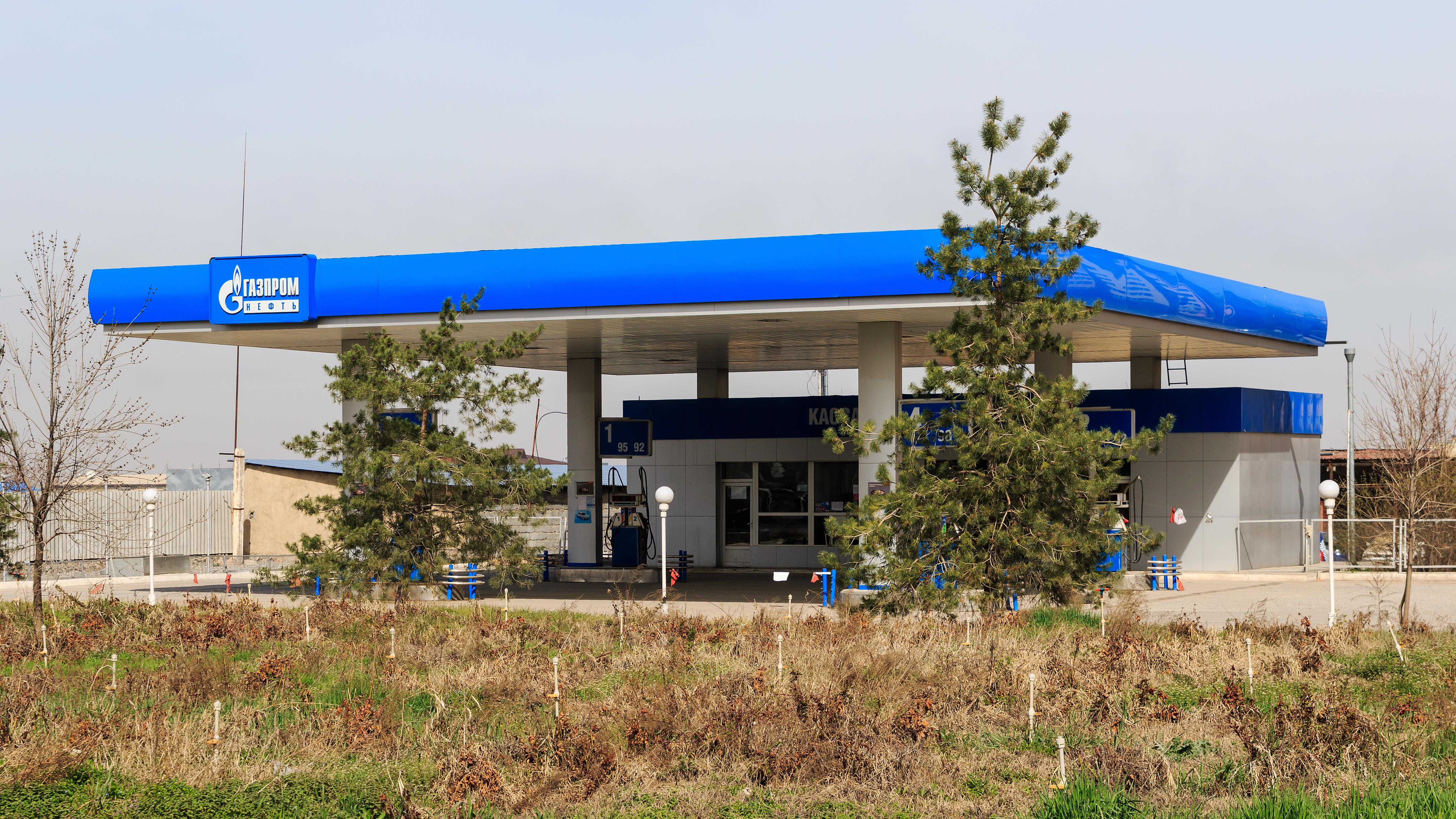
「Gazprom」ブランドのガソリンスタンド（キルギス共和国ビシュケク）

ガスプロムネフチ（ガスプロム・ネフチ、ロシア語: Газпром нефть、ラテン文字表記の例：Gazprom Neft）は、ロシアの石油企業。前名はシブネフチ（ロシア語: Сибне́фть、ラテン文字表記の例：Sibneft、「シベリア石油」の意）。ロシア国内の石油製造、精製企業としては、5番目の規模をもつ。2005年天然ガス最大手ガスプロムの傘下企業となり、ガスプロムネフチに改称した。ガスプロムはガスプロムネフチの株式のうち96パーセントを保有している。本社はサンクトペテルブルク。

## 沿革
1995年、ロシア大統領令によって国策石油企業として設立され、1997年に民営化された。
1997年の民営化の際、シブネフチはロマン・アブラモヴィッチとボリス・ベレゾフスキーの二大オリガルヒの手に落ちたが、その手法は両者によって設立されたトンネル会社を利用したもので、内外の批判を浴びた。しかし、アブラモビッチ、ベレゾフスキーとエリツィン及び大統領警護隊長として権勢を振るっていたアレクサンドル・コルジャコフとの間に良好な関係が保たれていたことからシブネフチ民営化の過程は黙認された。
1998年、シブネフチとユコスの合併構想が政府主導で試みられたが、これは失敗した。
2005年9月、ガスプロムはシブネフチの株式72.663%を130億1000万ドルで取得した。この企業買収はロシア史上最大の合併である。この買収に伴い、シブネフチはガスプロムネフチへ社名を変更した。